# Imre Schlosser
Imre Schlosser (Boedapest, 11 oktober 1889 - aldaar, 19 juli 1959) was een Hongaarse voetballer en voetbaltrainer van Donau-Zwabische afkomst. Hij werd zeven keer topschutter van de Hongaarse competitie en is ook recordtopschutter aller tijden. Hij scoorde ook 59 keer voor het nationale elftal en was tot 1953 topschutter van de Magyaren.

## Biografie
Schlosser-Lakatos Imre 'Slózi' werd op 11 oktober 1889 in Budapest geboren als zoon van Schlosser János (uitbater van een kleine sportzaak). Hij was Hongarije's eerste idool. Hij was een linksbinnen met een instinct voor goals. Het was niet alleen om zijn uitstekende spelkwaliteiten, maar ook omwille van zijn bescheidenheid, zijn sympathieke houding en sportiviteit dat hij heel wat voetbalsupporters achter zich kreeg. Hij dankt hieraan ook nog steeds een ongekende populariteit in Hongarije.
Imre zette zijn eerste voetbalstappen bij een kleine ploeg, Aston Villa, en ging in 1901 op 11-jarige leeftijd voetballen bij Remény FC.
Schlosser ging op 15-jarige leeftijd voor Ferencváros spelen, waarmee hij in 1907 de landstitel won. Toen hij in 1916 verkaste naar rivaal MTK had hij zes titels en een beker gewonnen met de club. Van 1911 tot 1914 was hij tevens de topschutter van alle Europese competities samen. Met de komst van Schlosser werd MTK nu de dominerende ploeg van het land en ze werden met hem zes keer op rij kampioen en in 1922 bekerwinnaar. In 1918 scoorde hij maar liefst 41 maal, maar dat jaar werd hij net geklopt door Alfréd Schaffer, die 42 keer de netten liet trillen. In 1922 beëindigde hij op 33-jarige leeftijd zijn spelerscarrière en werd trainer bij VAC Boedapest. Hij ging zelfs naar het buitenland om IFK Norrköping en Wisła Krakau te trainen. In 1925 ging hij naar Oostenrijk, waar hij speler-trainer werd bij Wiener AC. In 1926 ging hij opnieuw voor Ferencváros spelen en won er dat jaar voor de zevende keer de landstitel mee en ook voor de tweede keer de beker.
Hij maakte op 7 oktober 1906 zijn debuut voor het nationale elftal in een wedstrijd tegen Bohemen dat op een 4-4 gelijkspel eindigde. Bij zijn tweede wedstrijd op 4 november van dat jaar tegen Oostenrijk kon hij voor het eerst scoren. Op 29 oktober 1911 scoorde hij maar liefst zes keer in één wedstrijd, tegen Zwitserland. Op Olympische Spelen van 1912 scoorde hij drie keer tegen Duitsland. In totaal scoorde hij 59 keer voor het nationaal elftal, een record dat pas in 1953 door Ferenc Puskás verbroken werd.

## Erelijst
Club als speler:
- Achtmaal Hongaars kampioen: 1907, 1909, 1910, 1911, 1912, 1913 en 1915 en 1927 met Ferencváros,
- Zesmaal Hongaars kampioen met MTK Budapest: 1917, 1918, 1919, 1920, 1921 en 1922
- Hongaars Bekerwinnaar met Ferenváros in 1913 en 1927
- Viermaal Europees topscorer (sinds 1968 de Gouden Bal): 1911 (45 goals), 1912 (40), 1913 (44) en 1914 (36).
- Zevenmaal Hongaars topscorer: 1909 (20 goals), 1910 (26), 1911 (45), 1912 (40), 1913 (44), 1914 (36), telkens bij Ferencváros, en 1917 (38) bij MTK
- Hongaars voetballer van het jaar in 1912

Nationaal elftal:
- Derde op de Olympische Spelen 1912 in Stockholm (3 wedstrijden, 4 goals)
- 68 caps
- 59 doelpunten gescoord

- International Standard Name Identifier: 0000 0001 1122 9458
- Virtual International Authority File: 161609331